# Csabrendek
Csabrendek är en ort i Ungern.   Den ligger i provinsen Veszprém, i den västra delen av landet, 140 km väster om huvudstaden Budapest. Csabrendek ligger 196 meter över havet och antalet invånare är 2 948.
Terrängen runt Csabrendek är huvudsakligen platt, men den allra närmaste omgivningen är kuperad. Runt Csabrendek är det ganska tätbefolkat, med 90 invånare per kvadratkilometer. Närmaste större samhälle är Tapolca, 18,5 km sydost om Csabrendek. I omgivningarna runt Csabrendek växer i huvudsak blandskog.